# La donna bianca
La donna bianca è un film del 1931 diretto da Jack Salvatori.

## Trama
Il soggetto è tratto dal racconto La lettera di William Somerset Maugham (1926). Nel 1927 lo stesso Maugham aveva tratto un dramma teatrale (La lettera).
A Singapore una signora inglese, la "donna bianca" del titolo, uccide con un revolver il proprio amante, un suo connazionale, per gelosia nei confronti di una ragazza cinese. La ragazza cinese trova una lettera indirizzata all'ucciso dalla signora inglese. Al processo sarà ricostruita la vicenda e l'inglese sarà condannata.
La trama è alquanto diversa da quella del racconto di Maugham, laddove l'amante cinese si lasciava corrompere e cedeva per danaro la lettera al marito della donna inglese e quest'ultima veniva assolta. La trama è ugualmente diversa da quella del dramma teatrale, dove la cinese cedeva per danaro la lettera all'avvocato e la donna inglese veniva assolta.

## Produzione
La donna bianca è uno  dei quattro film girati pressoché contemporaneamente nel 1930-31 negli studi della Paramount a Joinville-le-Pont (Francia) tratti dai lavori di William Somerset Maugham. Gli altri tre sono:
- La lettre, film in lingua francese diretto da Louis Mercanton
- Weib im Dschungel, film in lingua tedesca diretto da Dimitri Buchowetzki
- La carta, film in lingua spagnola diretto da Adelqui Migliar